# Nordøyna
Ne doit pas être confondu avec Nordøyna (Lindås).
Nordøyna, est une île norvégienne du comté de Vestland appartenant administrativement à Fedje.

## Description
Rocheuse et couverte d'une légère végétation, à fleur d'eau, elle s'étend sur environ 357 m de longueur pour une largeur approximative de 328 m.